# Historien om Lissabons belägring
Historien om Lissabons belägring (portugisiska originalets titel "História de Cerco de Lisboa"), är en roman från 1989 av den portugisiske nobelpristagaren i litteratur år 1998 José Saramago.
Romanen utspelar sig i Lissabon i nyare tid, och under medeltiden på 1100-talet då korsfararna intog Lissabon. Raimundo Silva är en korrekturläsare, och läser igenom ett ganska tråkigt verk om korsfararnas belägring av Lissabon år 1147, då han får för sig att göra uppror och korrigera historieförloppet i boken genom att lägga till ett litet ord; att korsfararnas belägring inte har ägt rum.
Boken är översatt till svenska av Marianne Eyre.